# إمامزاده صالح (تجريش)
إمامزاده صالح هو مزار ديني شيعي في تجريش بطهران يُتسب إلى صالح بن موسی الكاظم أحد أبناء موسى الكاظم، وهو شقيق علي الرضا. يقع مرقده المعروف بإمامزاده صالح في منطقة تجريش شمالي العاصمة الإيرانية طهران ويعدّ من المعالم والمزارات المهمة عند الشيعة.

## صالح بن موسی الكاظم
حسب ما ورد في كتب رياض الأنساب، كنز الأنساب، حياة موسي بن جعفر، مراقد المعارف،‌ ناسخ التواريخ وأنوار المشعشعين أنه من أبناء سابع أئمة الشيعة، موسى بن جعفر الكاظم، وأخو الإمام الثامن علي بن موسى الرضا. ويُقال حين انتقل علي بن موسى الرضا من المدينة إلى خراسان وتولی ولاية العهد هناك بضغط من المأمون، عزم أخيه صالح بن موسى للاتحاق به. ففي أواخر القرن الثاني انتقل من العراق إلى إيران. ولكن قُتل في طريقه في منطقة تجريش في طهران في حديقة جنت غولشان، حين توقف هناك للاستراحة. فدفنت جثته هناك، والان يعد مرقده من المشاهد المشرفة في إيران.

## المرقد
يقع مرقده المعروف بإمامزادة صالح في وسط سوق في منطقة تجريش شمالي العاصمة الإيرانية طهران. له حرم مجلل قديم، وقد يرجع النمط المعماري الخاص بالمبنى وأقواسه إلى القرنين السابع والثامن. في عام 1210ه تم توسعة المرقد بأمر من أحد أبناء فتح علي شاه، وبعد عدة سنوات عمّر بقعته الميرزا سعيد خان مؤتمن الملك وزير الخارجية لناصر الدين شاه وصنع له ضريحا وزيّنه بالذهب.
بني المرقد على شكل أربعة اضلاع كبيرة وجدران ضخمة صلبة، ويبلغ فضاءه الداخلي حوالي ستة امتار ونصف. كما تصل مساحة كل المرقد مع صحنه إلى ثلاثة آلاف متر مربع. علی قبره شباك فولاد، فوقه قبة متوسطة الحجم مفروشة بالكاشي النفيس المشجر، وفي داخل ضريحه صندوقاً خشبياً يحتمل ان يعود قدمه إلى اواخر الحكم الصفوي أو العهد الافشاري.
يعد مرقده الآن من المعالم والعتبات المقدسة البارزة في طهران، وقد يزوره الزوار من جميع ارجاء إيران والعراق وباكستان وافغانستان ولبنان.

## المدفونون في بقعته
- ميرزا نصر الله خان مشير الدولة (1840-1907) وأول رئيس وزراء إيراني (1906-07).
- حسن بيرنيا مشير ألدوله (1871-1935) ورئيس الوزراء في أعوام (1918-1920)،(1922) و (1923).
- محمد تدین بیرجندی كان رجل سياسي في فترة القاجارية (1881-1951)
- مجيد شهرياري عالم نووي إيراني الذي اغتيل في 29 نوفمبر 2010.[7]

## ألبوم الصور

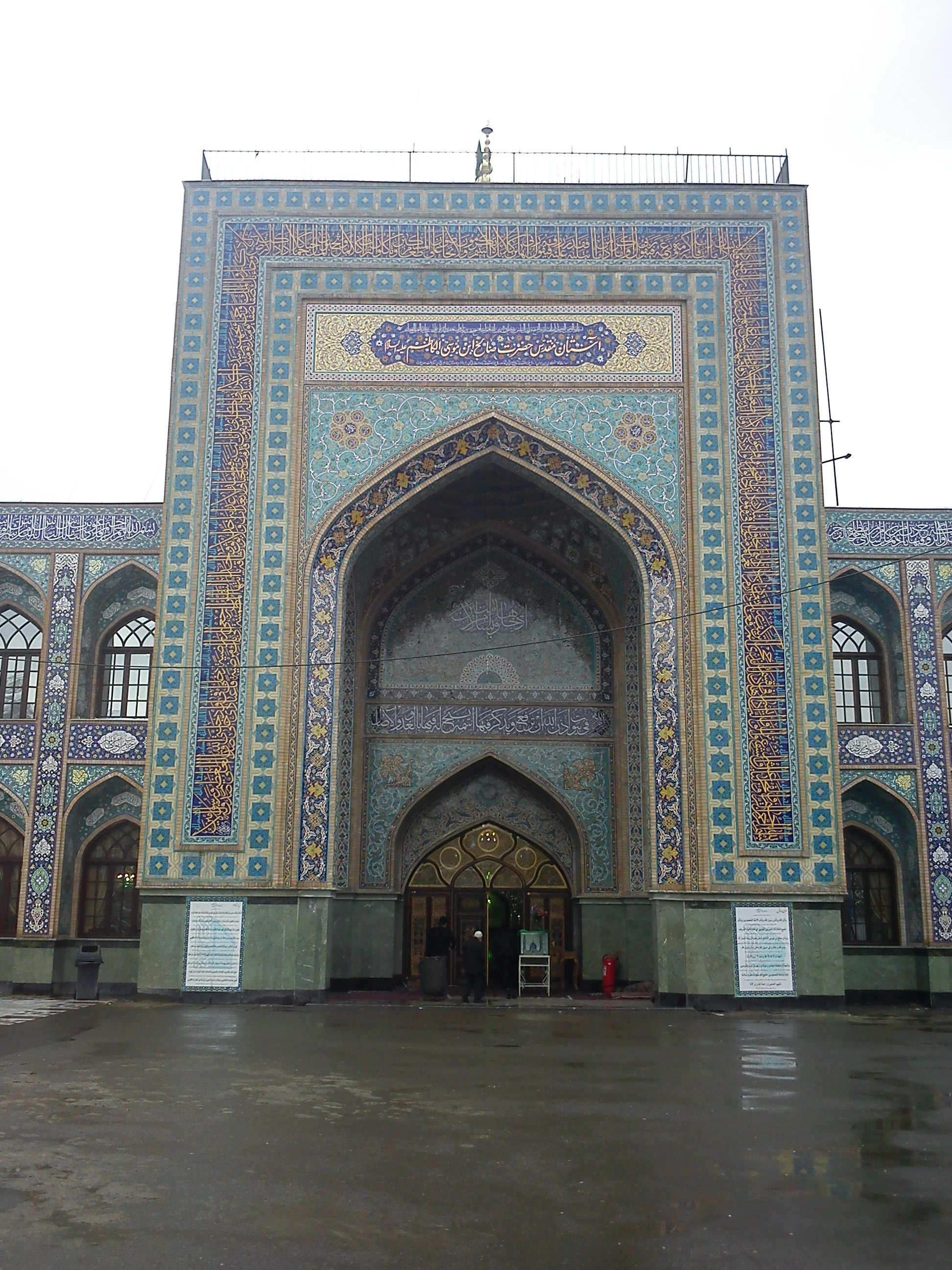
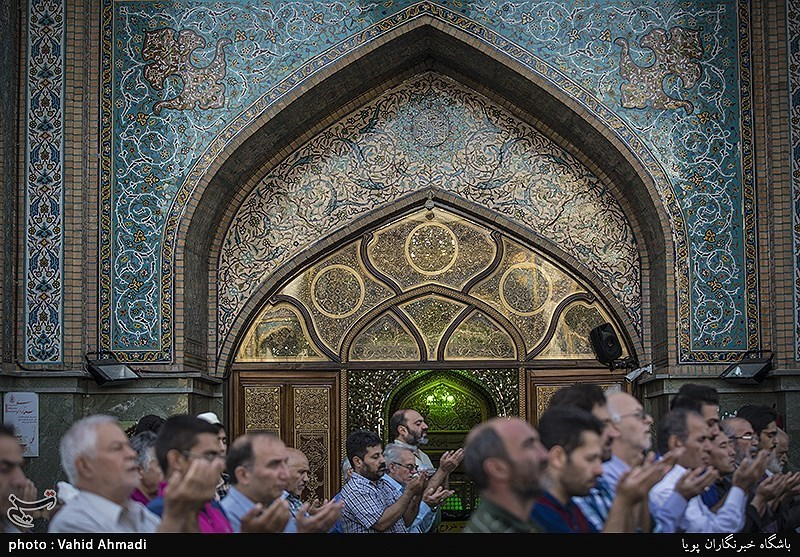
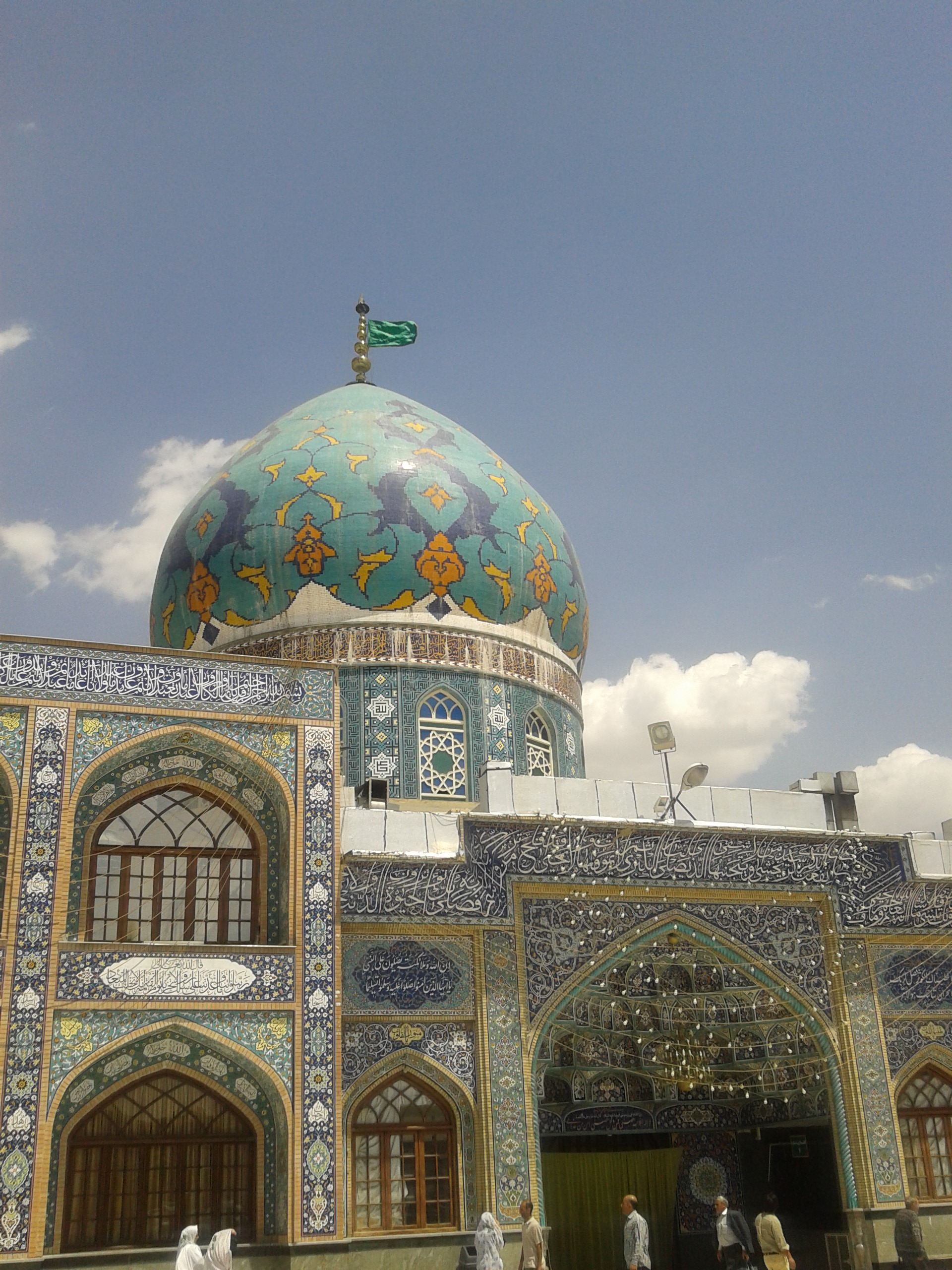
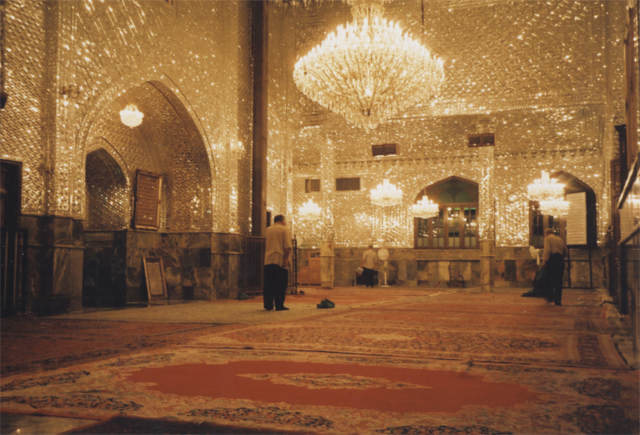